# François Le Saulnier de Saint-Jouan
Pour les articles homonymes, voir Jouan.
François Le Saulnier de Saint-Jouan, né le 18 décembre 1784 à Saint-Brieuc et mort le 31 mai 1847 à Binic, est un corsaire et armateur de Binic.

## Biographie
Il est le fils de noble homme Jean François Augustin Le Saulnier, sieur de Saint-Jouan, armateur, et de dame Félicité Pétronille Fichet des Grèves, son épouse. Il est le cousin germain par alliance du corsaire Surcouf.
Il s'adonne très tôt au métier d'armateur. En 1802, il arme un navire corsaire, "L'Éléonore", acheté à Robert Surcouf, qui mènera quatre campagnes de décembre 1809 à janvier 1812.
En 1821, avec l'appui de la duchesse d'Angoulême, fille de Louis XVI, il obtint la constitution de Binic en commune autonome aux dépens des communes voisines, Étables-sur-Mer et Pordic. Il en fut le premier maire de 1821 à 1847 et présida le Conseil général des Côtes-d'Armor de 1835 à 1842.
Son nom a été donné à une rue de Binic, anciennement rue de la Coudraye, où se trouve la propriété de sa famille.
Son neveu, François Le Saulnier de Saint-Jouan (1822-1874), armateur de navires pour la pêche à Terre-Neuve, devint maire de Binic en 1874.
Louis Le Saulnier de Saint-Jouan, fils du précédent, fut également maire de Binic de 1881 à 1884.